# Angelo Petrosino
Angelo Petrosino (Castellaneta, 3 febbraio 1949) è uno scrittore, traduttore e docente italiano, conosciuto soprattutto per i suoi romanzi per adolescenti e per la celebre serie di Valentina.

## Biografia
Nasce a Castellaneta, a dieci anni emigra con la famiglia dapprima nell'Alvernia, poi a Parigi. Dopo un periodo in Francia si trasferisce in varie città italiane, tra le quali Roma, per poi stabilirsi definitivamente nel 1964 a Chivasso (Torino).
Nel 1972 diventa insegnante di scuola elementare. Per quasi 40 anni insegnerà in una scuola alla periferia nord di Torino.
A partire dagli anni ’80 intraprende una costante collaborazione con le principali riviste di cultura pedagogica e di letteratura per l’infanzia (Riforma della scuola, Insegnare, Cooperazione Educativa, L’albero a Elica ecc.), contribuendo con numerosi saggi e articoli, molti dei quali raccolti in volumi destinati ai docenti della scuola primaria.
A partire da quegli anni è stato per quasi un quindicennio ospite di una scuola Primaria della Cornovaglia con sede a Torpoint. Ha pertanto conosciuto profondamente il sistema scolastico inglese e ne ha riferito in numerosi articoli usciti prevalentemente su Cooperazione Educativa, della cui redazione ha fatto parte per un paio d’anni.
Per molti anni ha tenuto corsi di aggiornamento per insegnanti sul tema della letteratura per l’infanzia, segnatamente in Trentino-Alto Adige.
Agli inizi degli anni ‘90 stato direttore del periodico Il Giornale dei Bambini, poi diventato Peter Pan, al quale chiamò a collaborare i principali autori di libri per ragazzi italiani ed europei.
In più occasioni è stato invitato a parlare dei suoi libri presso le sedi degli Istituiti Italiani di Cultura all’Estero (Salonicco, Zurigo, Stoccarda, Colonia ecc.).
Attualmente collabora alla rivista scientifica di Pedagogia e letteratura giovanile Pagine Giovani, della quale è anche Consulente Redazionale.
L’autore ha svolto anche attività di traduttore, di giornalista, contribuendo per più di un decennio a Popotus, inserto per bambini e ragazzi del quotidiano Avvenire.
Molto fitta è stata altresì la sua attività di recensore di libri per l’infanzia su riviste specializzate del settore.
La sua carriera di autore per ragazzi è iniziata nel 1989, con la pubblicazione del volume La febbre del karate, vincitore della Palma d’argento al Festival Internazionale dell’Umorismo di Bordighera.
È stato insignito di numerosi premi, ultimo il Premio Campiello Junior, terza edizione, con il volume Un bambino, una gatta e un cane, Einaudi Ragazzi, 2022.
Attualmente ha al suo attivo la pubblicazione di circa duecento libri, editi dalle maggiori case editrici di libri per l’infanzia (Piemme-Mondadori, Einaudi Ragazzi ecc).
Per più di venticinque anni ha pubblicato più di un centinaio di libri centrati sul personaggio della serie di Valentina, che ha avuto grande risonanza in Italia e all’estero.
Nel corso di più di trentacinque anni ha incontrato i suoi lettori in scuole, librerie, biblioteche, festival  in decine e decine di città italiane.
È stato anche invitato più volte in televisione e alla radio per presentare i suoi libri (GEO, su Rai 3, Fahrenheit, a Radio 3, Formato Famiglia, Radio 1).

## Premi
- Palma d’argento al Salone Internazionale dell’Umorismo di Bordighera, 1990
- Finalista Premio Cento, 1995
- Fnalista Premio Bancarellino, 1995
- Finalista Premio Cento, 2023
- Finalista Premio Letteratura per Ragazzi laura Orvieto, 2021-2023
- Vincitore terza edizione Premio Campiello Junior, 2024

## Opere
Per la serie Valentina
- Le fatiche di Valentina
- Non arrenderti, Valentina!
- Cosa sogni Valentina?
- Ciao Valentina
- V come Valentina
- Un amico in internet per Valentina
- In viaggio con Valentina
- A scuola con Valentina
- Un mistero per Valentina
- La cugina di Valentina
- Gli amici di Valentina
- L'estate di Valentina
- La famiglia di Valentina
- Quattro gatti per Valentina
- Buon Natale Valentina!
- Halloween con Valentina
- Pablo. Un nuovo amico per Valentina
- Una sorpresa per Valentina
- In vacanza con i nonni
- Valentina è gelosa
- Un'amicizia speciale
- Tazio, mi manchi...
- Valentina in Australia
- Valentina baby-sitter
- Sorrisi in regalo
- Valentina giornalista
- Arrivano i nuovi vicini
- Un cavallo per amico
- Una sorella a distanza
- Tazio ha un segreto
- Alice si è persa
- Il tradimento di Ottilia
- Campione per forza
- Una casa per Karim
- Milionari per un giorno
- Tutti per papà
- Un cucciolo per Ottilia
- Cosa vedi, Valentina?
- Il fantasma del quartiere
- Gatti e guai
- Valentina da grande
- Nuovi libri, nuovi amici
- Erik che guardava le stelle
- Un’estate dai nonni
- Buon compleanno, Italia
- Amiche per sempre
- Il libro cuore di Valentina
- Le più belle storie di Valentina
- Le più belle storie d’amore di Valentina

Per la serie Piccola Valentina
- Gita alla fattoria
- I nonni di Valentina
- Il compleanno di Valentina
- Valentina è malata!
- Valentina va a scuola
- Valentina è malata
- Il compleanno di Valentina
- Gita alla fattoria
- I nonni di Valentina

Per la serie V=Valentina
- Il primo bacio...non si scorda mai!
- Grandi novità in arrivo!
- Gita di classe a Parigi
- Sei la mia amica del cuore
- Valentina...si sposa!
- Una vacanza indimenticabile
- Valentina... velina?
- Un amico nei guai
- Valentina è sparita
- Ottilia si innamora
- Tre cani per tre amiche
- Tazio o Daniele?
- Ottilia, ci piaci così!
- La stella del musical
- 6 in famiglia
- Essere o apparire?
- La corsa del cuore
- Un fratellino combina guai
- Ottilia, ci piaci così
- Un sogno tra le righe
- Una mamma per Irene
- Hola, Valentina
- Valentina, sei un mito
- Due case per Lia
- Luca è innamorato
- Benvenuta, dottoressa Nelly

Per la serie Le regioni d'Italia con Valentina
- In Sicilia con Valentina
- In Toscana con Valentina
- In Piemonte con Valentina
- In Lombardia con Valentina
- Nel Lazio con Valentina
- In Campania con Valentina
- In Liguria con Valentina
- In Umbria con Valentina
- In Veneto con Valentina
- In Puglia con Valentina
- In Sardegna con Valentina
- Nelle Marche con Valentina
- In Basilicata con Valentina
- In Valle D'Aosta con Valentina
- In Friuli Venezia Giulia con Valentina
- In Emilia-Romagna con Valentina
- In Abruzzo con Valentina
- In Molise con Valentina
- In Trentino-Alto Adige con Valentina
- In Calabria con Valentina

Per la serie Speciali di Valentina
- Il viaggio in Italia di Valentina
- Il viaggio in Europa di Valentina
- Viaggio nella storia d'Italia con Valentina
- Viaggio nella storia d'Italia con Valentina 2
- Viaggio nella storia d'Italia con Valentina 3
- Il diario segreto di Valentina
- Difendi la natura con Valentina
- Valentina e i colori del mondo
- Il mondo di Valentina
- I consigli di Valentina
- Un mistero a Roma per Valentina
- Hello, Valentina!
- Hello, Valentina! 2
- Salva il mare con Valentina
- Valentina ama Tazio
- Oggi cucino con Valentina
- Valentina in parlamento
- Viaggio nella storia d’Italia con Valentina 3
- L’isola di Valentina e Tazio
- Valentina sbarca a Hollywood
- Valentina e la soffitta dei ricordi
- Il manuale di Valentina
- Valentina da grande
- Valentina e la voce del pianeta
- Buon compleanno Italia
- Amiche per sempre
- Valentina e Tazio. Una storia d’amore.
- Valentina e il mondo dei cuccioli
- Il giro del mondo di Valentina
- Il libro Cuore di Valentina
- Le più belle storie di Valentina
- Le più belle storie d’amore di Valentina

Per la serie Valentina & Co.
- Nuova scuola, nuovi amici
- Promesse e bugie
- il segreto di jenny
- Tazio, non lasciarmi!
- Ballo di fine d’anno
- C’è posta per Vale
- Malika vuole fuggire
- Jenny, aspirante top model
- Una gita nel passato
- Aiuto, ho un debito in mate!
- Colazione a Parigi
- Amir, il mio amico siriano

Per la serie Jessica
- Un anno con Jessica, 1991
- Jessica e gli altri, 1992
- Buon viaggio, Jessica, 1993
- È un altro giorno, Jessica, 1995
- Le strade di Jessica, 1996
- Ti voglio bene, Jessica!, 1998

Per la serie Giacomo
- Eva ti amo. Giacomo, 1995
- Baciami, Giacomo!, 1995

Per la serie Antonio
- Ciao, io mi chiamo Antonio, ediz. Sonda, 2013
- Antonio e le cose dei grandi, ediz. Sonda, 2013
- Adesso tocca a te, Antonio

Altri:
- La febbre del Karatè, 1989
- L'isola senza nome, 1990
- Amore e pallone, 1993
- Ci ha cambiato la scuola, 1993
- Caro amico..., 1991
- Mi chiamo Angelo, storia di un viaggio, 2000

Ultimi libri:
- Le avventure della gatta Ludovica, Einaudi Ragazzi, 2020
- Fratello e sorella per forza, Einaudi Ragazzi, 2021
- Le avventure del passero Serafino, Einaudi Ragazzi, 2021
- Bambini si diventa, Einaudi Ragazzi,2022
- Le avventure del delfino Beniamino, Einaudi Ragazzi,2022
- Perché, perché, perché, Giunti, 2022
- Un bambino, una gatta e un cane, Einaudi Ragazzi, 2022
- Le avventure di Fiammetta, Einaudi Ragazzi, 2023
- Una per tutte, tutte per una, Einaudi Ragazzi, 2023
- Zeno e Grigio, Einaudi Ragazzi, 2024
- Ciao, maestro. Ciao, ragazzi, Einaudi Ragazzi, 2024
- Nonno, cos’è il sindacato? Edizioni Conoscenza, 2024
- Le vie del Cuore. Storia di un piccolo emigrante italiano, Edizioni Ecogeses
- Zeno e Nero, Einaudi Ragazzi, 2025
- Storie di incontri e di amicizia- Un piccolo scrittore a Roma, ECOGESES, 2025

## Traduzioni
- Lewis Carroll, Alice dei bambini, Torino, Edizioni Sonda, 1992
- C. Carmichael, Andy e la realtà virtuale, Torino, Edizioni Sonda, 1992
- C. Carmichael, Andy e i cybersauri, Torino, Edizioni Sonda, 1993
- Marc Soriano, Il testamour o dei rimedi alla malinconia, Sellerio, 1995
- Mikaël Ollivier, Pensa a mangiare, Pension Lepic, 2025